# Savoia-Marchetti S.M.88
L'S.M.88 fu un prototipo di aereo, costruito dalla Savoia-Marchetti nel 1939, triposto da bombardamento leggero e combattimento. Esso era un bimotore monoplano con ala media a sbalzo e doppia fusoliera, costruito in legno e acciaio.

## Storia del progetto

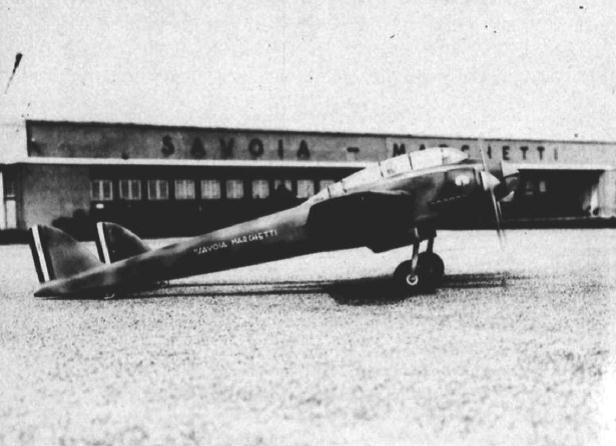
Vista laterale dell' S.M.88

Nel 1938 la ditta di costruzioni aeronautiche Savoia-Marchetti avviò lo sviluppo di un nuovo aereo da bombardamento leggero, ricognizione strategica e combattimento, caratterizzato dall'adozione di una doppia fusoliera, e destinato al mercato dell'esportazione presso aviazioni dalla limitata disponibilità economica.
Il 28 giugno 1939 l'azienda inviò una lettera al Ministero dell'Aeronautica (Superaereo) richiedendo l'autorizzazione ad avviare trattative di carattere commerciale e il nulla osta per la vendita all'estero del nuovo modello.
Il 3 agosto successivo, la Direzione Generale Costruzioni Aeronautiche autorizzò la Savoia-Marchetti a costruire un simulacro in legno del tipo 88, e ad avviare eventuali trattative con clienti esteri interessati all'acquisto. Unica riserva riguardava i motori Daimler Benz DB 601 di cui era appena stata acquistata la licenza di produzione in Germania e, a causa del precipitare della situazione internazionale, era stata interdetta l'esportazione. L'entrata in guerra dell'Italia, avvenuta il 10 giugno 1940, mise fine ad ogni tentativo di esportazione, ma il 7 gennaio 1942 Superaereo richiese la modifica del modello in bombardiere veloce, con capacità di trasportare 500 kg di bombe a 750 km di distanza, e ricognitore strategico con una autonomia di 2 000 km grazie all'adozione di un grosso serbatoio ausiliario al posto del carico di caduta.
Il 7 luglio il Ministero dell'Aeronautica richiese la produzione di un prototipo sperimentale, ma il 15 dello stesso mese il medesimo ente richiese la modifica del modello in aereo da combattimento e caccia a grande autonomia, adatto al volo notturno, con l'adozione dei nuovi motori Daimler-Benz DB 605A da 1 475 cavalli, la riduzione dell'equipaggio da tre a due persone, e dell'armamento di caduta trasportabile all'interno della fusoliera.
La Regia Aeronautica richiedeva una velocità non inferiore a 620 km/h a 6 000 metri di quota, con un'autonomia di 1 600 km. L'armamento passava a 4 mitragliatrici pesanti Mauser MG 151/15 o cannoni Mauser MG 151/20 ai lati della carlinga più due nelle ali, con la possibilità di sganciare bombe poste esteriormente sotto le ali e sotto la fusoliera, agganciate ad appositi travetti portabombe. Veniva richiesta anche una adeguata corazzatura del velivolo con lastre di acciaio di spessore variabile da 6 a 10 mm, più blindo-vetro da 50 mm.

## Tecnica
Il Savoia-Marchetti S.M.88 era un aereo militare multiruolo, adatto a ricoprire missioni di bombardamento leggero, ricognizione strategica e combattimento, caratterizzato dall'adozione di una doppia fusoliera. Le due fusoliere erano costruite in legno migliorato e compensati tipo lamiera, così come i due impennaggi verticali di coda uniti tra di loro da un piano orizzontale incastrato alle estremità e da due piani verticali a sbalzo sulle rispettive fusoliere; si incastravano nell'ala a livello delle gondole motori laterali. L'ala a sbalzo era di costruzione completamente lignea, con rivestimento in compensato speciale tipo lamiera. Gli ipersostentatori erano composti da alette di curvatura e alette a fessura sul bordo di attacco, collegate tra loro e azionate automaticamente.
La cabina di pilotaggio era posizionata in un corpo centrale situato tra le due fusoliere, ed ospitava i due piloti, posti in tandem. In caso di azione di bombardamento il primo pilota spostava il sedile all'indietro e si sdraiava nella cabina assumendo la posizione di puntatore, mentre il secondo pilota assumeva il controllo del velivolo. Il puntamento era effettuato grazie ad una ampia finestratura a prua.
Il carrello d'atterraggio, a comando idraulico, era quadriciclo posteriore retrattile, con le gambe principali che rientravano nelle gondole motori, mentre i due ruotini di coda, sterzabili, si posizionavano all'interno della parte posteriore delle fusoliere. Gli ammortizzatori erano del tipo Savoia-Marchetti oleo-pneumatici.
La propulsione era affidata a due motori Daimler-Benz DB 601, 12 cilindri a V rovesciata raffreddati a liquido eroganti la potenza di 1 000 CV, installati sul bordo d'attacco delle ali ai lati della cabina di pilotaggio, ed azionanti eliche tripala metalliche a passo variabile in volo. Il carburante era contenuto in dieci serbatoi posizionati all'interno dell'ala.
L'armamento prevedeva due mitragliatrici Breda-SAFAT da 12,7 mm in caccia, dotate di riarmo pneumatico automatico, e da una dello stesso calibro brandeggiabile posteriormente; era previsto che potesse portare fino a 6 bombe da 100 kg ciascuna.

## Impiego operativo

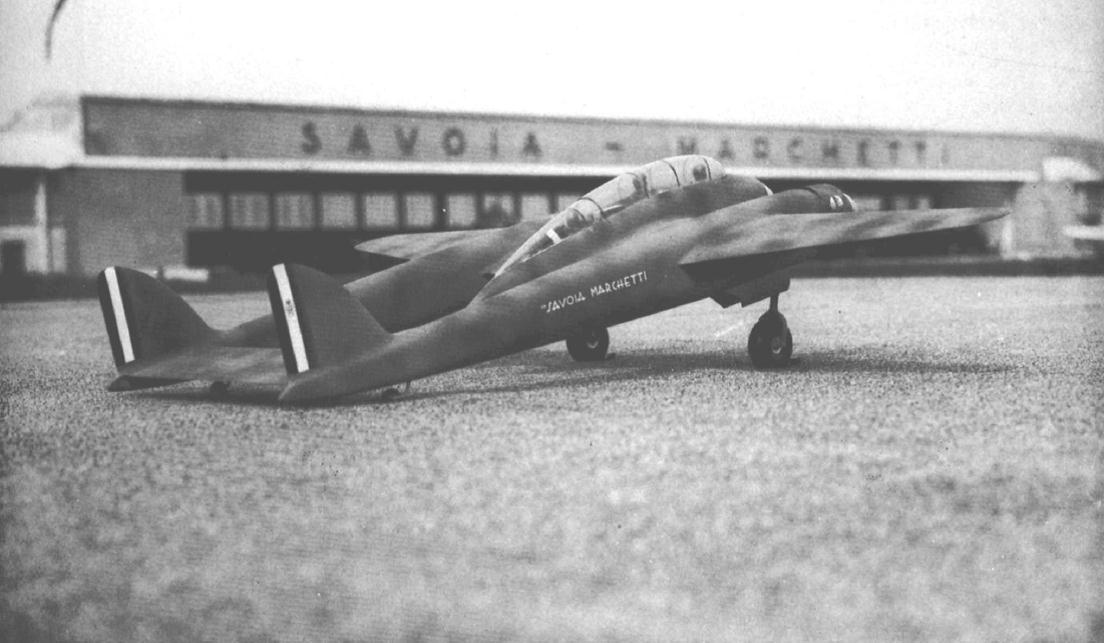
Vista posteriore dell' S.M.88

Ben presto fu chiaro che con l'adozione delle modifiche richieste il velivolo diventava una copia dell'S.M.91; le differenze infatti erano minime e si riferivano alle dimensioni del velivolo. Pertanto venne richiesta alla Savoia-Marchetti, in data 4 dicembre 1942, la trasformazione ed adeguamento del prototipo dell' S.M.88, che risultava finito, nel secondo prototipo dell' S.M.91. In una successiva lettera del 15 dello stesso mese, la D.G.C.A. comunicava al costruttore la decisione definitiva di chiudere il programma S.M.88.
Nella sua formula originale con i motori ad eliche traenti montati sulle due fusoliere assomigliava al Fokker G.I Jachtkruiser a lui coevo oltre che al "fratello" S.M.91.

### Annotazioni
1. ↑  La stessa lettera richiedeva la predisposizione all'installazione di motori Isotta Fraschini Zeta RC.24/60, o altri motori più potenti come i Reggiane e gli Alfa Romeo allora in fase di sviluppo.
2. ↑  L'intera parte superiore della fusoliera era sganciabile al fine di agevolare i membri dell'equipaggio in caso di lancio con il paracadute.
3. ↑  Era disponibile un dispositivo di emergenza a comando manuale.
4. ↑  L'arma poteva sparare al di sotto degli impennaggi di coda.
5. ↑  Il carico di caduta poteva essere rappresentato anche da una bomba da 500 kg o due da 250 kg.

### Fonti
1. ↑  Garello 1980, pp. 112-114.
2. 1 2 3 4 5 6 7 8 9 10 11  Garello 1980, p. 110.
3. 1 2 3  Garello 1980, p. 109.
4. 1 2 3  Garello 1980, p. 111.
5. 1 2 3 4 5 6  Lembo 2000, p. 11.
6. 1 2 3  Lembo 2000, p. 12.
7. 1 2 3 4 5 6 7 8  Garello 1980, p. 112.
8. 1 2 3 4  Lembo 2000, p. 10.

### Periodici
- Giancarlo Garello, Un bimotore per l'esportazione il Savoia Marchetti SM.88, in Aerofan, n. 3, Milano, Giorgio Apostolo Editore, luglio-settembre 1980,  pp. 110-116.
- Daniele Lembo, I caccia bifusoliera della Regia 1ª Parte, in Aerei nella Storia, n. 311, Parma, West Ward Edizioni, aprile-maggio 2000,  pp. 8-16.